# The Tick (série animada)
The Tick é uma série de desenhos animados baseada no personagem Tick da New England Comics.
A propriedade da série passou para a Disney em 2001, quando a Disney adquiriu a Fox Kids Worldwide. Mas a série não está disponível no Disney+. Por outro lado, pode ser assistido no Hulu nos EUA.

## História
Enquanto estava no colégio, o criador do Tick  Ben Edlund  produziu sua revista em quadrinhos independente  The Tick . Ele foi contatado por Kiscom, uma pequena licenciadora de brinquedos de New Jersey. Kiscom queria vender merchandise do The Tick, como foi feito com as tartarugas ninjas, uma série de quadrinho independente rival, no ano anterior. Muitos canais de televisão e estúdios estavam relutantes em lançar uma série animada baseada num personagem tão absurdo. Kiscom entrou em contato com  Edlund e finamente  Sunbow Entertainment, a pequena companhia de animação de New York que criou The Transformers, G.I. Joe, e The Mask, se uniram com o escritor Richard Liebmann-Smith. Nenhum tinha nenhuma experiência em  animação ou televisão, mas em dois meses eles trabalharam vigorosamente no primeiro episódio do The Tick. Nenhum estava otimista com o roteiro final e seu sentimento foi validado quando a  FOX recusou a serie. Foi dado a eles mais cinco dias para refinar o projeto. Em uma semana eles trabalharam intensamente com pouco sono e terminaram satisfazendo a  FOX. Edlund depois refletiu, "Nós definimos em um final de semana para onde o show serie direcionado na primeira temporada , foi legal."
Enquanto algum personagem mais negativo e erótico  visto no quadrinho foi removido na série animada O Tick do Sunbow  manteve sua raiz satírica. O dever de escrever foi dado a  Christopher McCullochque que já tinha se encontrado com Edlund antes de trabalharem na televisão e escreveu varias edições do quadrinho do Tick . Eles no futuro iriam trabalhar juntos na serie do Adult Swim do  McCulloch  na serie The Venture Bros.. Edlund, um  co-produtor do  The Tick, foi muito possessivo durante a produção, causando atraso. De acordo com Edlund:
Existiu um período que eu fui extremamente atento a tudo que tinha que ser resolvido, esse esforço fez com que o show fosse atrasado por um ano.  Eu vi os  storyboards that que estavam sendo feito e percebi que se o The Tick fosse animado daquela forma iria decair iria ser uma sombra do que é hoje, que não deu muito sucesso, mas tinha um verdadeiro poder de permanência  . Então agora em vez de parecer uma animação ruim dos anos 90 parece animação ruim de super herói dos anos 70  que definitivamente tem um estilo único.
The Tick estreou em 10 de  setembro de 1994 e foi um sucesso. Edlund depois expressou sua visão que, porque a serie não chegou a altura do sucesso das tartarugas ninjas o sucesso do merchandising  deteriorou pelo fim da primeira temporada  . Entretanto ele admitiu  "fui essencialmente bom  o suficiente, esse fracasso faz do The Tick uma proposta muito mais sincera".
Ao invés de ser um fugitivo de asilo mental, como retratado na série de revistas de quadrinhos, a versão animada de The Tick se esbarra  numa convenção de super herói para ganhar a "proteção" da Cidade. Com sua ênfase na paródia de super-herói, o Tick tornou-se um estável de sábado de sábado durante o bloco Fox Kids. O personagem do título foi dublado por Townsend Coleman e seu companheiro, Arthur]], por [[Micky Dolenz para a temporada 1. Rob Paulsen assumiu o último papel para Seasons 2 e 3. A série também possui aliados exclusivos para o Tick como Die Fledermaus , Uma paródia superficial de Batman; Sewer Urchin , uma paródia de Aquaman parodia  que se assemelha ao personagem de Dustin Hoffman em Rain Man e American Maid, uma super heroina mais nobre com aspectos da Mulher Maravilha e do Capitão América.
O tema de abertura do programa, escrito por Doug Katsaros, é composto por música de uma  grande banda  e canto de scy campy. Um enredo de episódio típico teria The Tick lutando contra um vilão até Arthur inventar uma solução que salve o dia. O Tick então declara uma moral absurda em relação ao conflito anterior antes que a história chegue ao fim. Embora a série tenha inicialmente sido dirigida principalmente a crianças, ela apresenta um estilo absurdo que também atrai um público antigo. 
Depois de três temporadas, o episódio final do Tick foi exibido 24 de novembro de 1996. No ano seguinte, a FOX começou a conversar com a Sunbow Entertainment sobre a produção de um especial do Tick  em horário nobre, mas isso nunca aconteceu. Comedy Central sindicou o Tick durante este tempo e, posteriormente, ajudou a torná-lo um sucesso  com adultos. Em maio de 2000, o episódio piloto de uma série com atores do The Tick foi concluído. A FOX tentou capitalizar com os fãs adultos ao introduzir esta nova encarnação em novembro de 2001, mas a série não conseguiu igualar o sucesso de seu antecessor animado. Em junho de 2005, a Toon Disney começou a exibir o Tick juntamente com outras séries animadas da FOX como X-Men. Também ocasionalmente, ir ao ar na ABC Family como parte do bloco de desenhos animados Jetix.

## Plot
O Tick é um super-herói que passou nas provas no National Super Institute em Reno, Nevada, onde os super-heróis que passam serão designados para as melhores cidades para proteger do crime. Ao passar as tentativas, ele é designado para The City, onde ele faz amizade com um ex-contador chamado Arthur, que ele assume como um ajudante.
Com o auxílio de Die Fledermaus, American Maid, Sewer Urchin e outros super-heróis, o Tick e Arthur protegem a Cidade de bandidos como Chairface Chippendale, Breadmaster, El Seed, The Terror e outros que a prejudicariam.

## Elenco
| Ator             | Personagem                  |
| ---------------- | --------------------------- |
| Townsend Coleman | Tick                        |
| Mickey Dolenz    | Arthur (Primeira temporada) |
| Rob Paulsen      | Arthur (Temporadas 2 e 3)   |
| Cam Clarke       | Die Fledermaus              |
| Kay Lenz         | American Maid               |
| Jess Harnell     | Sewer Urchin                |

## Prêmios e nomeações

### Annie Awards
| Ano  | Categoria                                                                        | Nomeação                                                                    | Resultado |
| ---- | -------------------------------------------------------------------------------- | --------------------------------------------------------------------------- | --------- |
| 1995 | Best Individual Achievement for Creative Supervision in the Field of Animation   | Ben Edlund (co-producer)                                                    | Venceu    |
| 1995 | Best Individual Achievement for Writing in the Field of Animation                | Ben Edlund, Richard Liebmann-Smith for "The Tick vs. Arthur's Bank Account" | Venceu    |
| 1995 | Best Animated Television Program                                                 | The Tick                                                                    | Nominated |
| 1997 | Best Animated TV Program                                                         | The Tick                                                                    | Nominated |
| 1997 | Best Individual Achievement: Voice Acting by a Male Performer in a TV Production | Marco Antônio for playing The Tick                                          | Nominated |

### Daytime Emmy Awards
| Ano  | Categoria                                               | Nomeação                                         | Resultado |
| ---- | ------------------------------------------------------- | ------------------------------------------------ | --------- |
| 1996 | Outstanding Achievement in Animated                     | Hank Tucker (producer), Ben Edlund (co-producer) | Nominated |
| 1996 | Outstanding Sound Editing - Special Class               | Terry Reiff                                      | Nominated |
| 1997 | Outstanding Achievement in Sound Mixing - Special Class | Deb Adair (production mixer)                     | Nominated |